# Idiataphe cubensis
Idiataphe cubensis is een libellensoort uit de familie van de korenbouten (Libellulidae), onderorde echte libellen (Anisoptera).
De wetenschappelijke naam Idiataphe cubensis is voor het eerst geldig gepubliceerd in 1866 door Scudder.